# F3B
F3B ist eine Modellflug-Wettbewerbsklasse im internationalen Luftsport. Das Reglement wird für diese Wettbewerbe von der Fédération Aéronautique Internationale in Übereinstimmung mit den Landesverbänden festgelegt. Die einzelnen Zeichen bedeuten : F = Sparte Modellflug, 3 = funkferngesteuerter Modellflug, B=Segelflug
Es gibt 3 verschiedene Flugaufgaben, die mit demselben Modell zu absolvieren sind, obwohl für die optimale Erfüllung der einzelnen Aufgaben stark unterschiedliche Auslegungen der Modelle notwendig wären.

## Zeitflug
Nach dem Start muss möglichst exakt 10 Minuten geflogen werden. Die Landung wird als Ziellandung durchgeführt, welche auch in die Bewertung einfließt. Priorität hat meist möglichst geringes Sinken.

## Streckenflug
Nach dem Hochstart wird eine 150-m-Strecke möglichst oft durchflogen. Die Taktik ist hierbei besonders ausschlaggebend. Genauso wie ein Modell, das eine möglichst gute Gleitzahl hat.

## Speedflug
Die 150-m-Strecke wird 4-mal in möglichst kurzer Zeit durchflogen. Es gibt also drei 180°-Wenden. Für die Auslegung ist hier ein möglichst geringer Luftwiderstand vorteilhaft.

## Hochstart
Von vielen Piloten als die wichtigste Disziplin angesehen ist der Hochstart, da dieser vor jeder anderen Flugaufgabe steht. Eine gute Ausgangshöhe verbessert die Chancen auf gute Flugergebnisse enorm. Hier muss vom Modell ein möglichst hoher Auftrieb bereitgestellt werden.
Gestartet wird mit elektrischen Winden, die einem strengen Reglement unterliegen. Die nötige Energie wird durch (auch reglementierte) Bleiakkumulatoren aus der Kfz-Technik bereitgestellt. Als Startseil werden Hochleistungs-Nylon-Seile benutzt, die in 200 m Entfernung über eine Umlenkrolle wieder zum Startplatz zurückgeführt werden.